# Dorking
Dorking (engelskt uttal: [ˈdɔːrkɪŋ]) är en stad i grevskapet Surrey i sydöstra England. Staden är huvudort i distriktet Mole Valley och ligger cirka 33,5 kilometer sydväst om centrala London. Tätorten (built-up area) hade 17 468 invånare vid folkräkningen år 2021. Dorking nämndes i Domedagsboken (Domesday Book) år 1086, och kallades då Dorchinges.